# Sekeetamys calurus
Sekeetamys calurus é uma espécie de roedor da família Muridae. É a única espécie do género Sekeetamys.
Pode ser encontrada nos seguintes países: Egipto, Israel, Jordânia, Arábia Saudita e Sudão.
O seu habitat natural é: áreas rochosas.